# Langdon Warner
Langdon Warner (1 tháng 8 năm 1881 – 9 tháng 6 năm 1955) là một nhà khảo cổ học và nhà nghiên cứu lịch sử người Mỹ chuyên về nghệ thuật Đông Á. Ông từng là giáo sư tại Đại học Harvard.

## Cuộc đời và sự nghiệp
Langdon Warner sinh ra ở Cambridge, Massachusetts, Hoa Kỳ vào ngày 1 tháng 8 năm 1881. Tổ tiên của ông bao gồm một hành khách Mayflower và một người ký Tuyên ngôn Độc lập và Hiến pháp Hoa Kỳ. Lớn lên trong giới học thuật, Warner tốt nghiệp Đại học Harvard vào năm 1903. Năm sau, ông bắt đầu một chuyến thám hiểm đến châu Phi và châu Á với nhà thám hiểm Raphael Wells Pumpelly. Bị thu hút bởi các điểm tham quan và di tích cổ xưa, Warner đã bị cuốn hút. Cuộc gặp gỡ đầu tiên của ông với thế giới cổ đại đã truyền cảm hứng cho cả cuộc đời khám phá và nghiên cứu: từ năm 1906 đến 1952, ông đã thực hiện thêm mười tám hành trình ra nước ngoài, chủ yếu là đến châu Á.
Năm 1906, Warner được các ủy viên của Bảo tàng Mỹ thuật ở Boston chọn để đào tạo tại Khoa Nghệ thuật Châu Á. Warner đi du lịch đến Nhật Bản, nơi ông đắm mình vào văn hóa của đất nước và thiết lập mối liên hệ hữu ích với các nghệ sĩ, nhà sưu tập và đại lý nghệ thuật nổi tiếng. Ông phục vụ với tư cách là Phó giám tuyển tại bảo tàng cho đến năm 1913, khi ông cư trú tại Bắc Kinh, Trung Quốc. Ở đó, ông đã thành lập Trường Khảo cổ học Hoa Kỳ tại Bắc Kinh thay mặt cho Viện Smithsonian. Các cuộc hẹn tiếp theo bao gồm Đại lý nghiên cứu tại châu Á cho Bảo tàng nghệ thuật Cleveland, Giám đốc Bảo tàng nghệ thuật Philadelphia và Người quản lý nghệ thuật phương Đông tại Bảo tàng nghệ thuật Harvard. Warner đã mở rộng bộ sưu tập nghệ thuật Trung Quốc Fogg bằng cách dẫn hai cuộc thám hiểm đến Trung Quốc vào năm 1923 và 1925, có được một số tác phẩm nghệ thuật hiếm nhất và đẹp nhất của bảo tàng. Trong những năm 1930, ông đã thực hiện các chuyến đi tương tự thay mặt cho Phòng trưng bày Nelson ở Thành phố Kansas, Missouri (ngày nay, Bảo tàng Nghệ thuật Nelson-Atkins).
Sau vụ đánh bom Trân Châu Cảng năm 1941, Warner đã thiếu kiên nhẫn để tham gia vào nỗ lực chiến tranh. Ông đã tạm thời được giao cho Chi nhánh Dịch vụ Đặc biệt của Bộ phận Quản chế ở Washington, D.C. trước khi giảng dạy một khóa học về ngôn ngữ, văn hóa và lịch sử Nhật Bản cho các Viên chức Dân sự. Trong suốt cuộc chiến, ông đã tham gia với Ủy ban Roberts với tư cách là một cố vấn đặc biệt. Ông đã tạo ra Danh sách Di tích chính thức cho Nhật Bản, Trung Quốc, Hàn Quốc, Xiêm và Thái Lan, cũng như một cuốn sách nhỏ được xuất bản có tựa đề Các di tích của Trung Quốc.
Vào tháng 3 năm 1946, Warner đến Tokyo, Nhật Bản với tư cách là Chuyên gia tư vấn cho Phòng Nghệ thuật và Di tích của Phòng Giáo dục và Thông tin Dân sự dưới quyền Chỉ huy Tối cao cho Quyền lực Đồng minh (SCAP). Niềm đam mê cả đời của ông với nghệ thuật và văn hóa châu Á là một nguồn tài nguyên vô giá cho những người đàn ông di tích ở Thái Bình Dương. Một liên lạc đáng tin cậy giữa các nhà sưu tầm nghệ thuật, các quan chức bảo tàng và các đại lý nghệ thuật, một mình danh tiếng của ông đã mở ra và thúc đẩy rất nhiều nỗ lực của Người đàn ông Di tích. Trong một lá thư gửi đến trụ sở Ủy ban Roberts tại Washington, D.C., Monument Man Lt. Cdr. George Stout nhận xét, không có sự cường điệu, tuyệt vời. Tôi tin rằng, bên cạnh Tướng MacArthur, ông là người Mỹ được đánh giá cao nhất ở Nhật Bản. Hai ngày trước, Thời báo Nippon đã nổ ra một bài xã luận hai cột đầy đủ về ông ta. Hoover didn Kiếm có được nhiều không gian và cho đến nay Eisenhower vẫn không có.
Warner rời Nhật Bản vào tháng 8 năm 1946 và trở về Massachusetts. Ông đã nghỉ hưu từ Bảo tàng Nghệ thuật Fogg vào năm 1950. Năm 1952, ông được chọn phục vụ trong Ủy ban Lựa chọn Triển lãm Hội họa và Điêu khắc Nhật Bản, một triển lãm du lịch được tài trợ bởi Chính phủ Nhật Bản. Một cử chỉ mang tính biểu tượng của Hoa Kỳ, triển lãm đã mở tại Phòng trưng bày Quốc gia vào ngày 25 tháng 1 năm 1953. Warner cũng là tác giả của nhiều cuốn sách về nghệ thuật châu Á, bao gồm Nghệ thuật bền vững của Nhật Bản (1952) và Điêu khắc Tempyo của Nhật Bản Thời kỳ: Những kiệt tác của thế kỷ thứ tám (1959).
Langdon Warner qua đời tại Cambridge, Massachusetts vào ngày 9 tháng 6 năm 1955. Vì sự phục vụ tận tụy của ông đối với Nhật Bản, ông đã được Chính phủ Nhật Bản trao tặng Huân chương Bảo vật thiêng liêng. Ngày nay, di sản phi thường của ông có thể nhìn thấy trong sự nghiệp của nhiều sinh viên của ông, một số người giữ các vị trí nổi bật quản lý các bộ sưu tập nghệ thuật châu Á vĩ đại nhất thế giới. Danh tiếng quốc tế của ông cũng chịu đựng. Các đền thờ tưởng niệm để vinh danh ông, được dựng lên bởi những công dân Nhật Bản biết ơn, được xây dựng ở Kyoto, Nhật Bản và tại Hōryūji, một trong những tu viện Phật giáo lâu đời nhất và linh thiêng nhất ở Nara, Nhật Bản.